# Norsk Melodi Grand Prix 2016

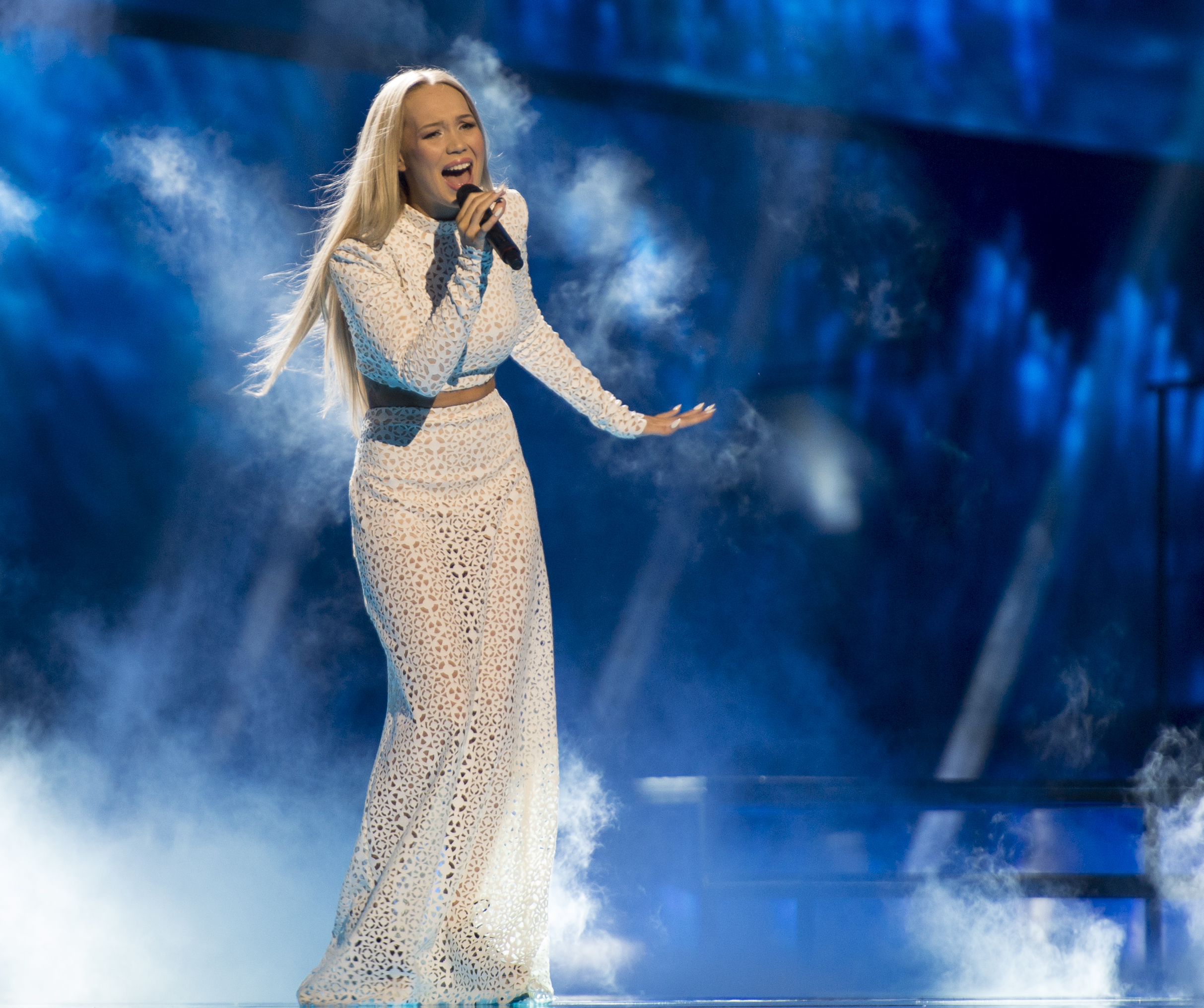
Agnete under en repetition före den andra semifinalen av Eurovision Song Contest 2016 i Stockholm

Norge deltog i Eurovision Song Contest 2016 i Stockholm, Sverige. Landet representerades av Agnete med låten "Icebreaker".

## Format
10 bidrag deltog i finalen som bestod av två omgångar. Första, där alla bidrag framfördes. Den andra, där de fyra bidrag som fått flest poäng från första omgången gick vidare. Där utsågs vinnaren.

## Finalen
Bidragen med guldbakgrund gick vidare till omgång 2.
| Startnummer | Artist                              | Sång            |
| ----------- | ----------------------------------- | --------------- |
| 1           | The Hungry Hearts feat. Lisa Dillan | "Laika"         |
| 2           | Stage Dolls                         | "Into the Fire" |
| 3           | Stine Hole Ulla                     | "Traces"        |
| 4           | Makeda                              | "Stand Up"      |
| 5           | Pegasus                             | "Anyway"        |
| 6           | Freddy Kalas                        | "Feel Da Rush"  |
| 7           | Laila Samuels                       | "Afterglow"     |
| 8           | Elouiz                              | "History"       |
| 9           | Suite 16                            | "Anna Lee"      |
| 10          | Agnete                              | "Icebreaker"    |

### Superfinalen (Omgång 2)
| Nr | Artist        | Sång           | Östnorge | Nordnorge | Centralanorge | Sydnorge | Västnorge | Total   | Placering |
| -- | ------------- | -------------- | -------- | --------- | ------------- | -------- | --------- | ------- | --------- |
| 1  | Laila Samuels | "Afterglow"    | 25 374   | 4 851     | 6 497         | 5 937    | 6 224     | 48 865  | 4         |
| 2  | Suite 16      | "Anna Lee"     | 31 003   | 5 548     | 6 667         | 4 881    | 8 572     | 56 671  | 3         |
| 3  | Agnete        | "Icebreaker"   | 67 334   | 51 097    | 14 898        | 14 825   | 18 574    | 166 728 | 1         |
| 4  | Freddy Kalas  | "Feel Da Rush" | 48 154   | 11 616    | 8 562         | 8 998    | 10 798    | 88 128  | 2         |

## Under Eurovision
Landet deltog i SF2 där man inte lyckades nå finalen.